# Paul Hausser
Paul Hausser (Brandenburg an der Havel, 7 de outubro de 1880 — Ludwigsburg, 21 de dezembro de 1972) foi um militar alemão, tenente-general do Reichswehr e, subsequentemente, um dos mais eminentes líderes da Waffen-SS.

## Carreira
Sua longa carreira militar iniciou-se aos doze anos como cadete numa escola preparatória. Ingressou num regimento de infantaria em 1899 e ocupou vários postos de comando durante a Primeira Guerra Mundial. Ao término do conflito, Hausser permaneceu no Reichswehr da República de Weimar, retirando-se em fevereiro de 1931 para se juntar à organização paramilitar Stahlhelm.
Ingressou na Schutzstaffel em 1934, mas só se filiou ao Partido Nazista três anos depois. Aproveitando-se de sua  imensa experiência, Heinrich Himmler nomeou-o diretor da Academia de Treinamento de Oficiais (SS-Junkerschule) de Braunschweig.
Em outubro de 1936, foi promovido a Brigadeführer e inspetor da divisão SS-Verfügungstruppe, precursora do Exército da SS.

### Segunda Guerra Mundial
Durante a invasão da Polônia, Hausser serviu como oficial de comunicação com a Divisão Panzer "Kempf ". Em outubro de 1939, liderou a Divisão Verfügungs, que depois comporia a Das Reich. Comandou-a na campanha dos Bálcãs e nos primeiros estágios da invasão da Rússia. Foi condecorado com a Cruz de Cavaleiro (em agosto) e promovido a Obergruppenführer em outubro de 1941; neste mesmo mês ele foi seriamente ferido e perdeu o olho direito.
Em maio de 1942, aos 61 anos, recebeu o comando do 2º Corpo Panzer com qual reconquistou a cidade de Carcóvia numa operação em que Hausser desobedeceu as ordens de Hitler. Assumiu o comando do 7º Exército da Frente Ocidental durante a batalha da Normandia depois que Friedrich Dollmann cometeu suicídio.
Nos últimos estágios da Guerra, Hausser liderou o Grupo de Exército Oberrhein e depois integrou a equipe do marechal-de-campo Kesselring. Rendeu-se às tropas americanas na Áustria e permaneceu sob custódia até 1948.
Paul Hausser nunca foi condenado por crimes de guerra e desfrutava de um extremo respeito entre seus homens e até mesmo entre seus antigos inimigos. Depois de libertado, associou-se a HIAG e publicou dois livros.

## Obras
- Soldaten wie andere auch
- Waffen-SS im Einsatz

## Honrarias
- Cruz de Ferro de 2ª e 1ª classe (janeiro de 1914 e inverno de 1915/16)
- Ordem do Mérito Militar da Baviera de 4ª classe com espadas
- Cruz de Cavaleiro da Ordem de Alberto de 1ª classe com espadas
- Cruz de Cavaleiro da Ordem de Frederico de 1ª classe com espadas
- Cruz de Frederico de Anhalt
- Ordem da Coroa de Ferro de 3ª classe (11 de julho de 1918)
- Distintivo de Ferido em Combate
- Cruz de Cavaleiro da Cruz de Ferro com Folhas de Carvalho e Espadas
  - Cruz de Cavaleiro (8 de agosto de 1941)
  - Carvalho (28 de julho de 1943)
  - Espadas (26 de agosto de 1944)